# Garasu no Nabikaze
Garasu no Nabikaze (Idioma japonés:硝子の靡風 (Cristal de viento disperso) es el tercer álbum de la cantante japonesa de I've Sound, KOTOKO, y el segundo grabado con I've Sound y con Geneon.
En lo referente al estilo musical, este disco sigue la línea de su trabajo anterior con un sonido incluso más electrónico aunque con presencia de temas más acústicos como: "Akai tama, Aoi tama". El álbum comprende los sencillos: "Oboetete yiyo", "Re-Sublimity" y "421: A Will, canciones todas ellas utilizadas en series de anime como Kannazuki no Miko o Majô shojo to ars. Aparte de esas canciones, también destaca el tema "Wing my way", canción de apertura de una Novela visual titulada "Fayriland symphony" en su día incluida en Disintegration, en el año 2002.
Este CD fue publicado el 8 de junio de 2005 y como de costumbre, fue publicado primero en una edición limitada de CD y DVD y después en la edición regular solamente de CD. El DVD de la edición especial contiene el videoclip promocional de la canción titular del disco.
En lo que respecta a las ventas de este disco, este es el álbum más exitoso de la carrera de KOTOKO, vendiendo más 50.000 copias y entrando a la sexta posición del Oricon, la lista de ventas oficial de Japón.
Justo después de la publicación del disco, la vocalista inició una gira multitudinaria por todo Japón.

## Canciones
1. Retrieve
Letra: KOTOKO
Composición y arreglos: Kazuya Takase
2. Wing my way
Letra: KOTOKO
Composición y arreglos: Kazuya Takase
3. Oboetete yiyo (覚えてていいよ)
Letra: KOTOKO
Composición y arreglos: Tomoyuki Nakazawa
4. Tameki clover (ため息クローバー)
Letra y composición: KOTOKO
Arreglos: Kazuya Takase
5. Meconopsis
Letra y composición: KOTOKO
Arreglos: Kazuya Takase, Tomoyuki Nakazawa, Takeshi Ozaki, Maiko Iuchi y CG Mix
6. Sassakure (ささくれ)
letra y composición: KOTOKO
Arreglos: CG Mix
7. Kohaku (琥珀)
Letra: KOTOKO
Composición: KOTOKO y Tomoyuki Nakazawa
Arreglos: Tomoyuki Nakazawa y Takeshi Ozaki
8. Re-Sublimity
Letra: KOTOKO
Composición y arreglos: Kazuya Takase
9. Garasu no nabikaze (硝子の靡風)
Letra y composición: KOTOKO
Arreglos: Kazuya Takase
10. 421-a will-
Letra: KOTOKO
Composición: Tomoyuki Nakazawa
Arreglos: Tomoyuki Nakazawa y Takeshi Ozaki
11. Free angels
Letra y composición: KOTOKO
Arreglos: SORMA N.º 1
12. β－Nendo no Hoshi (β－粘土の惑星)
Letra y composición: KOTOKO
Arreglos: Kazuya Takase
13. Akai tama, Aoi tama (赤い玉、青い玉)
Letra y composición: KOTOKO
Arreglos: Seichi kyoda

- Datos: Q863310